# دراغوتين شيليتش
دراغوتين شيليتش (بالكرواتية: Drago Čelić)‏ هو لاعب كرة قدم كرواتي في مركز الوسط، ولد في 19 أغسطس 1962 في إيموتسكي في كرواتيا. شارك مع منتخب كرواتيا لكرة القدم. أما مع النوادي، فقد لعب مع كارل زايس يينا ونادي رادنيتشكي سبليت ونادي لينز ونادي هرتا برلين وهايدوك سبليت.

## وصلات خارجية
- دراغوتين شيليتش على موقع قاعدة بيانات كرة القدم.إي يو (الإنجليزية)
- دراغوتين شيليتش على موقع بيانات كرة القدم. دي إي (الألمانية)
- دراغوتين شيليتش على موقع ناشيونال فوتبول تيمز (الإنجليزية)
- دراغوتين شيليتش على موقع عالم كرة القدم.نت (الإنجليزية)